# 富盛镇
富盛镇，中国浙江省绍兴市越城区下辖的一个镇。在绍兴县改名为柯桥区之前，它属于绍兴县。在绍兴县改名为柯桥区之后，它属于越城区。

## 辖区
该镇辖有：
富盛居委会、富盛村、倪家溇村、乌石村、上旺村、文山村、夏葑村、辂山村、义峰村、青马村、凤旺村、红山村、诸葛山村、董溪村、金溪村。